# ОШ „Душан Јерковић” Костојевићи
ОШ „Душан Јерковић” у Костојевићима, насељеном месту на територији општине Бајине Баште, основана је решењем из 1888. године тадашњег Министарства просвете и црквених послова Краљевине Србије, „да се у селу отвори привремена школа и да се смести у општинску судницу”. Министарство просвете није имало ниједног слободног просветног радника кога би доделило на рад у Костојевиће, све до 1. септембра 1889. године министар просвете потписује декрет о постављењу Тиосава Мартиновића за учитеља. Од 1946. године школа носи име народног хероја Душана Јерковића.

## Историјат школе
Основна школа у Костојевићима је била једна од најмањих школа у тадашњем Срезу рачанском. У 1889. години било је свега 47 ђака, да би тек 1902. године била додељена на рад у школи два учитеља, Недељко Вилимановић и Марта Витезовић. У току Првог светског рата школске зграде су порушене од стране непријатеља. Школске 1919/20. настављен је рад у школи у Костојевићима.
У школској 1920/1921. У Костојевићима раде три учитеља Даринка Лазић, Малиша Стефановић и Иван Матовић. На иницијативу учитеља Малише Стефановића, 1. августа 1925. године, у школи основан је Фонд за потпомагање сиромашних ученика.
За време Другог светског рата школа је у великој мери пострадала и није радила до краја рата. Као осморазредна школа почиње са радом школске 1950/51. године, одлуком Савета за просвету и културу среског Народног одбора.
Пошто школа поседује обрадиво земљиште, ђачка задруга је основана 1957. године. 

## Издвојена одељења
Матична школа у Костојевићима има 827 ученика, а издвојена одељења у насељеним местима Злодол 350, Заглавак 73 ученика, Јакаљ 41 ученик, Јеловик 18 ученика и Церје 41 ученик.